# Stephan Keller (Diplomat)
Stephan Keller (* 26. Januar 1946 in Landshut) ist ein ehemaliger deutscher Diplomat, der von 2005 bis 2008 Botschafter im Sudan und zwischen 2008 und 2011 in der Elfenbeinküste war.

## Leben
Nach dem Abitur 1966 und der Ableistung seines Grundwehrdienstes bei der Bundeswehr studierte er zwischen 1968 und 1973 Rechtswissenschaften an der Universität Genf, der Rheinischen Friedrich-Wilhelms-Universität Bonn sowie der Christian-Albrechts-Universität zu Kiel. Sein Studium schloss er 1973 mit dem Ersten sowie 1977 mit dem Zweiten Juristischen Staatsexamen ab. 1977 wurde er mit der Arbeit Rechtliche Probleme der Zwangsmodernisierung von Altbauwohnungen promoviert.
1977 trat er in den Diplomatischen Dienst ein und fand nach Beendigung der Attachéausbildung 1979 zunächst Verwendung an der Botschaft in Tansania und im Anschluss von 1982 bis 1985 als Kulturattaché an der Botschaft in Frankreich. In dieser Zeit war er zwischenzeitlich 1984 auch an der Botschaft in Italien eingesetzt. Nach einer Tätigkeit in der Zentrale des Auswärtigen Amtes in Bonn war er zwischen 1988 und 1991 Leiter der Wirtschaftsabteilung an der Botschaft in Griechenland. Nach einer erneuten Verwendung im Bundesaußenministerium war er von 1994 bis 1996 Geschäftsträger der Deutschen Delegation bei der UN-Abrüstungskonferenz in Genf.
Danach war er zwischen 1996 und 1999 Protokollchef in der Senatskanzlei der Freien Hansestadt Bremen und kehrte anschließend wieder ins Bundesaußenministerium zurück. Im Anschluss folgte von 2002 bis 2005 eine Tätigkeit als Generalkonsul in Dschidda.
2005 wurde Stephan Keller als Nachfolger von Hans-Günter Gnodtke Botschafter im Sudan und hatte dieses Amt bis zu seiner Ablösung durch Rainer Eberle im Jahr 2008 inne.
Er selbst übernahm als Nachfolger von Marius Haas 2008 das Amt des Botschafters der Bundesrepublik Deutschland in der Elfenbeinküste. 2011 trat er in den Ruhestand und wurde als Botschafter in der Elfenbeinküste von Karl Prinz abgelöst, der zuvor Botschafter in Guinea war.